# خابیر بسما
خابیر بسما (اسپانیایی: Javier Bosma‎؛ زادهٔ ۶ نوامبر ۱۹۶۹) بازیکن والیبال ساحلی اهل اسپانیا بود.